# Ivenzo Comvalius
Ivenzo Comvalius (ur. 24 czerwca 1997 w Paramaribo) – surinamski piłkarz grający na pozycji pomocnika w klubie AS Trenčín oraz reprezentacji Surinamu.

## Kariera
Comvalius rozpoczął karierę w juniorskich sekcjach SV Transvaal. W 2015 dołączył do seniorskiej drużyny. W klubie spędził 4 lata. Latem 2019 przeniósł się do słowackiego AS Trenčín.
W reprezentacji Surinamu zadebiutował 18 sierpnia 2018 roku w meczu z Gujaną Francuską. W tym samym spotkaniu zdobył hat-tricka.